# Vittorio Emanuele Savojski
Vittorio Emanuele Savojski (polno ime Vittorio Emanuele Alberto Carlo Teodoro Umberto Bonifacio Amedeo Damiano Bernardino Gennaro Maria di Savoia, italijanski plemič in švicarski poslovnež, * 12. februar 1937, Neapelj, † 3. februar 2024, Ženeva.
Kot sin zadnjega italijanskega kralja bi imel pravico do prestolonasledstva z imenom  Vittorio Emanuele IV., a po savojskem zakonu iz leta 1780 bi ta pravica odpadla zaradi njegove poroke z neplemiško Marino Doria, zato bi prevzel kraljevi naslov bratranec Amedeo di Savoia Aosta. Debata o nasledstvu je še vedno živa, a vsekakor le teorična, ker so vsi plemiški naslovi (in seveda kraljeva oblast) v Italiji prepovedani.